# Chapman Stick

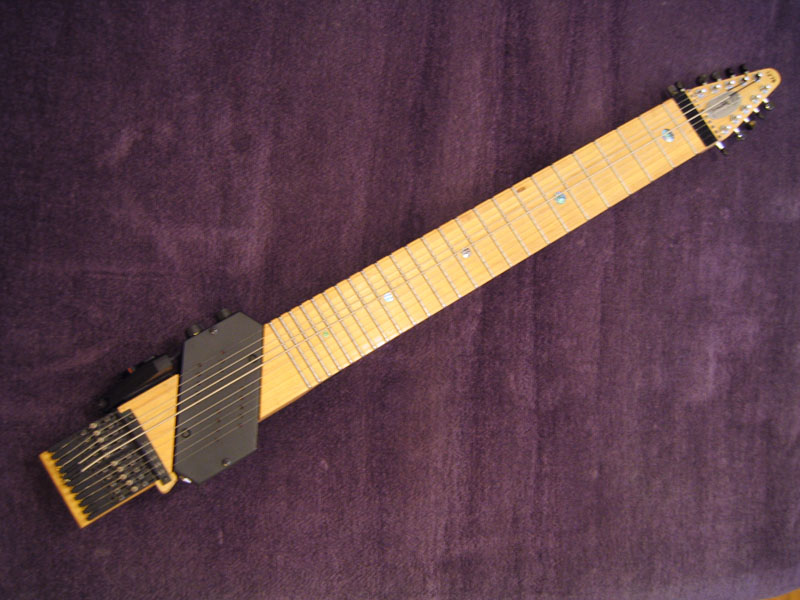
Chapman Stick mit 10 Saiten

Der Chapman Stick ist eine elektrisch verstärkte Griffbrettzither, die im Wesentlichen nur aus einem großen Griffbrett mit 8 bis 12 Saiten und ein bis zwei Induktions-Tonabnehmern besteht. Die Grundversion wurde Ende der 1960er-Jahre vom Jazzgitarristen und Sessionmusiker Emmett H. Chapman (1936–2021) aus Los Angeles entwickelt.
Emmett Chapman war der Präsident des (aufgrund des Patentrechts) einzigen Herstellers, Stick Enterprises. Seit 1974 wird der Chapman Stick kommerziell hergestellt und verkauft. Bisher wurden ungefähr 7000 Stück verkauft. Nach Schätzungen gibt es weltweit etwa 2000 bis 3000 Stickspieler, die sich vorwiegend in den Rock-, Jazz- oder Experimentalmusikszenen bewegen.

## Funktion und Spielweise

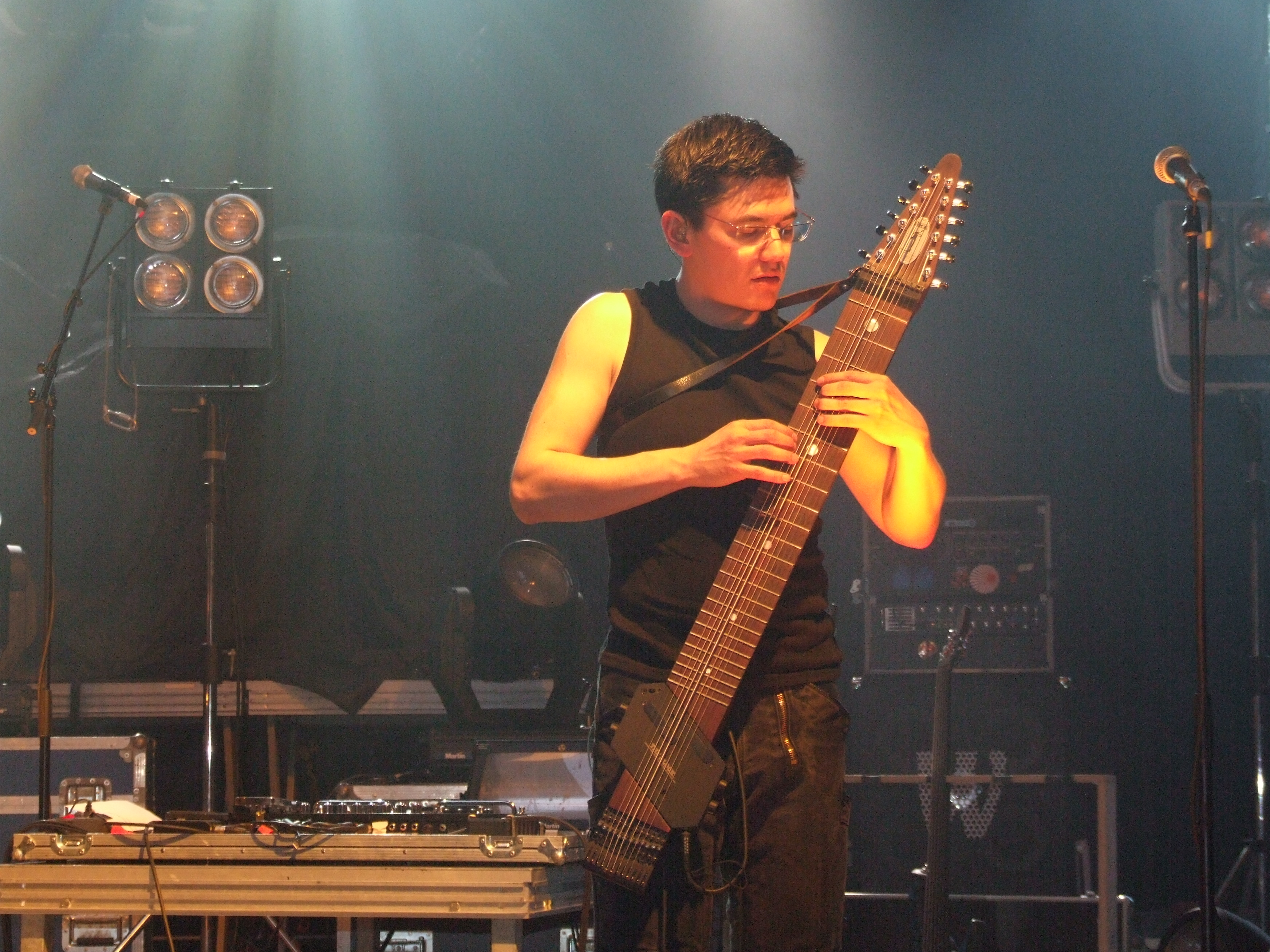
Chapman Stick, Bruder Frank der Band Saltatio Mortis

Zum Spielen wird das Instrument mit einem Gürtelclip und einer Halsschlaufe am Körper befestigt, so dass es nahezu senkrecht vor dem Spieler hängt. Die eingesetzte Spieltechnik ist das von (vor allem elektrischen) Gitarren und Bässen bekannte Tapping. Hierbei werden die Saiten durch Anschlag mit den Fingerkuppen auf die Bünde aufgeschlagen und dadurch in Schwingungen versetzt. Bei Gitarren oder Bässen sind die so erzeugten Tonschwingungen gegenüber einer gezupften oder mit dem Plektron geschlagenen Saite eher schwach, die Amplituden der Saitenschwingungen sind also klein. Um dies auszugleichen, entwickelte Chapman das sogenannte low-tension-Prinzip; hierbei sind die Saiten weniger stark gespannt als bei Gitarre oder Bass. Der Stick eignet sich daher wesentlich besser für die Tapping-Technik als übliche E-Gitarren und Bässe.
Das Standardmodell verfügt über zehn Saiten, die in eine Bass- und eine Diskantgruppe aufgeteilt sind, wobei die jeweils tiefste Saite in der Mitte und die jeweils höchste am Rand des Griffbretts liegt. Die Saiten der Bassgruppe steigen in Quinten, die der Diskantgruppe in Quarten an. Gespielt wird mit beiden Händen, wobei sowohl die Möglichkeit, beide Saitengruppen gleichzeitig zu verwenden, zum Einsatz kommt als auch die Möglichkeit, mit beiden Händen in einer Gruppe zu spielen.
Was die Stimmung der Saiten angeht, gibt es sehr viele Möglichkeiten. Bei der klassischen Methode wird die tiefste Basssaite auf C und die tiefste Diskantsaite auf Fis gestimmt.

## Modelle
Zurzeit gibt es sieben verschiedene Modelle des Chapman Stick:
- Standard-Stick oder „The Stick“ (10 Saiten, 5 Diskant- und 5 Basssaiten)
- Grand Stick (12 Saiten, 6 Diskant- und 6 Basssaiten, seltener 7 Diskant- und 5 Basssaiten)
- Stick Bass (SB8) (8 Saiten, 4 Diskant- und 4 Basssaiten, alternativ 8 Basssaiten)
- NS/Stick (8 Saiten für alle Spieltechniken, Zupfen, Tapping, Slapping; wurde gemeinsam mit Ned Steinberger entwickelt, 34″-Mensur)
- Ten String Grand (10 Saiten, 5 Diskant- und 5 Basssaiten bei deutlich größerem Saitenabstand)
- Alto Stick (10 Saiten, 5 Diskant- und 5 Basssaiten, mit kürzerer Mensur für höhere Tonlagen)
- SG12 (12 Saiten, 6 Diskant- und 6 Basssaiten, mit kürzerer Mensur für höhere Tonlagen)
- Railboard (Modell aus Aluminium – statt Holz oder aus Polycarbonat, mit 34″-Mensur)

Der Stick, der Grand Stick und der Stick Bass besitzen eine 36″-Mensur, ältere Modelle eine 34″-Mensur.
Emmett Chapman experimentierte auch mit MIDI-Interfaces, es ist auch ein voll modifizierter Standard-Stick erhältlich, der „The Grid“ genannt wird.

## Stick-Spieler
Bekannteste Spieler (neben Emmett Chapman selbst) sind der amerikanische Sessionmusiker Tony Levin und John Myung von Dream Theater. Zu sehen ist dies sehr gut auf der „Live At Budokan“-DVD im Lied New Millennium. Außerdem wird dieses Musikinstrument häufig von Sean Malone (Cynic) für seine Kompositionen benutzt. Auch Nick Beggs (Kajagoogoo, Ellis, Beggs & Howard, Steven Wilson) tritt live mit diesem Instrument auf. In Europa galt Hans Hartmann als einer der besten Chapman-Stick-Spieler. Mit dem Instrument tat sich auch Frank Jolliffe hervor. Fergus Marsh spielte den Stick 1984 auf dem Album Stealing Fire von Bruce Cockburn und auf dessen Livekonzerten, z. B. im WDR-Rockpalast. In Australien lebt der gebürtige Schwede Andy Salvanos, der Eigenkompositionen mit dem Stick spielt.

## Stücke, in denen der Stick eingesetzt wurde
- Acid Rain von Liquid Tension Experiment, gespielt von Tony Levin
- Elephant Talk von King Crimson, gespielt von Tony Levin
- Letzte Worte von Saltatio Mortis, gespielt von Bruder Frank
- Heimdall von Saltatio Mortis, gespielt von Bruder Frank
- Factus de Materia von Saltatio Mortis, gespielt von Bruder Frank
- New Millennium von Dream Theater, gespielt von John Myung
- Your Attention von Blue Man Group
- San Jacinto von Peter Gabriel, gespielt von Tony Levin
- Sleep und Who Can Stand in the Way von Midnight Oil, gespielt von Peter Gifford
- The Lion’s Mouth von Kajagoogoo, gespielt von Nick Beggs
- Big Bubbles, No Troubles von Ellis, Beggs & Howard, gespielt von Nick Beggs
- The Holy Drinker von Steven Wilson, gespielt von Nick Beggs
- Beneath The Waves von Kompendium, gespielt von Nick Beggs
- Cavatina von Santana, gespielt von Alphonso Johnson